# 大西康之
大西 康之（おおにし やすゆき、1965年- ）は、日本のジャーナリスト、ノンフィクション作家。

## 人物・来歴
愛知県名古屋市出身。1984年愛知県立瑞陵高等学校卒業。1988年早稲田大学法学部卒業、日本経済新聞入社。1998年欧州総局（ロンドン）、日本経済新聞編集員、日経ビジネス編集委員などを経て2016年4月に独立。2014年『会社が消えた日』で新潮ドキュメント賞候補、2021年『起業の天才!』で講談社ノンフィクション賞候補。
上記『起業の天才!』にて大西は江副浩正の死について「もっと前、 52歳のときに日本という国に殺されていたのかもしれない。 」(江副が52歳の時にリクルート事件で逮捕された)と評している。

## 著書
- 『今、日本に欠けているもの 社会や経済の乱れと「社会教育」』講談社出版サービスセンター, 2006.2
- 『三洋電機井植敏の告白』日経BP社, 2006.11
- 『稲盛和夫最後の闘い JAL再生にかけた経営者人生』日本経済新聞出版社, 2013.7
- 『ファースト・ペンギン楽天・三木谷浩史の挑戦』日本経済新聞出版社, 2014.11
- 『会社が消えた日 三洋電機10万人のそれから』日経BP社, 2014.5
- 『日野原重明先生の生き方教室』日野原重明 著, 聞き手. 日経BP社, 2016.5
- 『ロケット・ササキ :ジョブズが憧れた伝説のエンジニア・佐々木正』新潮社, 2016.5 のち文庫
- 『東芝解体電機メーカーが消える日』講談社現代新書 2017.5
- 『東芝原子力敗戦』文藝春秋, 2017.6
- 『起業の天才! 江副浩正8兆円企業リクルートをつくった男』東洋経済新報社, 2021.2
- 『GAFAM vs.中国Big4 デジタルキングダムを制するのは誰か?』文藝春秋, 2021.3
- 『流山がすごい』新潮社。2022.12